# Mustla
Mustla je městečko v estonském kraji Viljandimaa, samosprávně patřící do Viljandi.
Mustla získala roku 1926 status městyse a roku 1938 se stala samosprávným městem, ovšem v roce 1979 byla (s platností od 1. ledna 1980) opět prohlášena za pouhé městečko a přičleněna k obci Tarvastu. Obec Tarvastu byla v roce 2013 začleněně do obce Viljandi.
V Mustle se nachází nejstarší estonská lidová knihovna, založená již roku 1860.
Od roku 1938 do roku 1979 měla Mustla městská práva. V letech 1991–2017 (až do správní reformy estonských obcí) bylo správní středisko venkovské obce Tarvastu v malém městečku Mustla. Romové natočili záběry z komediálního filmu „Starý a křehký dostane nohy dolů“.

## Historie
Mustla vznikla na konci 19. století, kdy Tarvastu Manor a Church Manor začali prodávat pozemky poblíž krčmy Mustla. Na přelomu 19. a 20. století se Mustla stala centrem farnosti Tarvastu. Práva černošské čtvrti získala Mustla dne 18. června 1926 z důvodu oddělení osady od venkovské obce Tarvastu; vstoupili v platnost 1. ledna 1927. Mustla získala statut města v roce 1938 a ztratila jej v roce 1979, kdy byla Mustla sloučena s tehdejší vesnickou radou Tarvastu.

## Kultura
V Mustle se nachází Muzeum Tarvastu a Muzeum záchranné služby Mustla.

## Zajímavosti
Památník války za nezávislost